# Wieratal
Koordinaten: 50° 57′ 0″ N, 12° 33′ 0″ O
Das Wieratal umfasst eine ländliche Gegend im Grenzgebiet von Sachsen und Thüringen. Seinen Namen erhält das Tal vom Bach Wiera, einem Nebenfluss der Pleiße. Vom 1. April 1992 bis zur Auflösung am 6. Juli 2018 gab es die Verwaltungsgemeinschaft Wieratal, deren Aufgaben anschließend die Gemeinde Nobitz übernahm.

## Lage und Flussverlauf
Das Gebiet Wieratal liegt zwischen Altenburg im Nordwesten und den Städten Waldenburg und Penig an der Zwickauer Mulde im Südosten. In seinem Norden befinden sich der Leinawald und die Talsperre Schömbach. Es erstreckt sich über 54 Quadratkilometer.
Die Quellen der Wiera liegen bei Oberwiera. Nachdem der Bach die Dörfer Niederwiera, Röhrsdorf, Engertsdorf, Frohnsdorf und Langenleuba-Niederhain durchflossen hat, mündet er in die Talsperre Schömbach.  Ab dem Ablauf aus der Talsperre fließt der Bach dann unter dem Namen Wyhra weiter der Pleiße zu.  

## Dörfer des Wieratales

### Entlang des Flusslaufes
- in der Gemeinde Oberwiera: Oberwiera, Niederwiera, Röhrsdorf
- in der Gemeinde Nobitz: Heiersdorf, Engertsdorf, Frohnsdorf, Wiesebach
- Langenleuba-Niederhain

### Im Einzugsgebiet der Wiera
- in der Gemeinde Schönberg: Pfaffroda, Breitenbach
- in der Gemeinde Oberwiera: Harthau, Neukirchen, Wickersdorf
- als Ortsteil von Waldenburg: Schwaben
- in der Gemeinde Nobitz: Oberarnsdorf, Zumroda, Gähsnitz, Niederarnsdorf, Ziegelheim, Uhlmannsdorf
- in der Gemeinde Göpfersdorf: Göpfersdorf, Garbisdorf
- in der Gemeinde Langenleuba-Niederhain: Beiern, Buscha

### Östlich neben der Talsperre Schömbach
- Neuenmörbitz
- Schömbach

## Sehenswertes

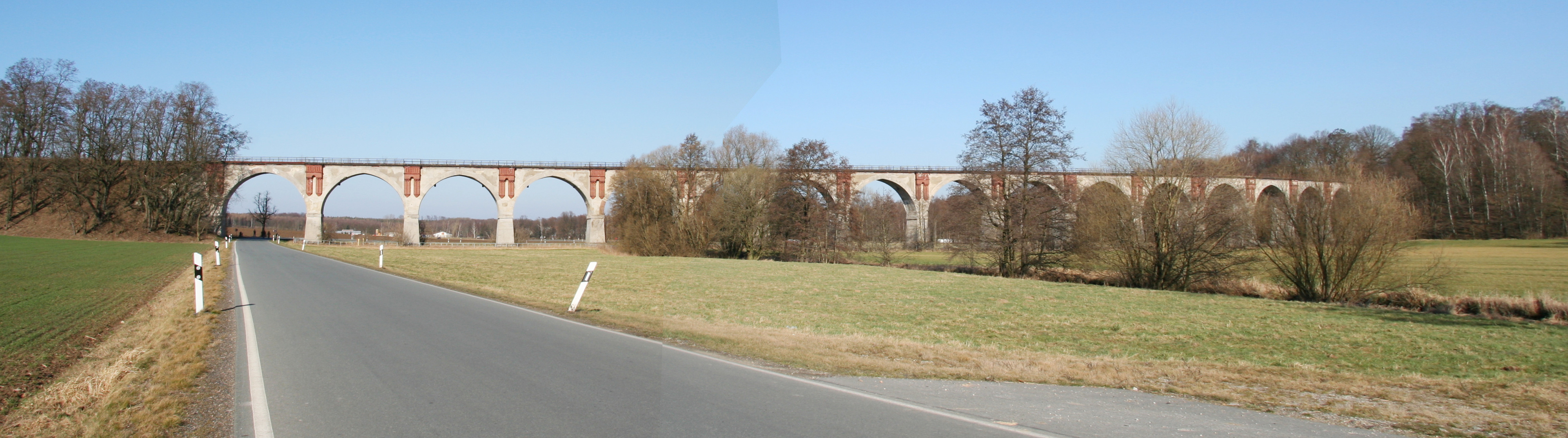
Der gekrümmte Eisenbahnviadukt bei Wiesebach

- Wiesebacher Brücke über der Talsohle (330 m lang, 17 m hoch, mit 16 Bögen und einer in Europa einzigartig intensiven Krümmung, Eisenbahnverkehr wurde 1995 eingestellt)
- Leinawald mit dem Penigberg (216 m)
- Talsperre Schömbach